# Forces armées du Haut-Karabagh
Les Forces armées du Haut-Karabagh ou Armée de défense de la république du Haut-Karabagh (en arménien Լեռնային Ղարաբաղի Հանրապետության Պաշտպանության Բանակ, en azéri Qondarma Dağlıq Qarabağ Müdafiə Ordusu) ont été établies en 1992.

## Histoire
Son origine vient de la réunion d'unités d'autodéfense jusqu'alors non-organisées et formées au début des années 1990 afin de protéger la population arménienne du Haut-Karabagh des attaques des forces soviétiques et azerbaïdjanaises.
À la suite du Conflit du Haut-Karabagh de 2023 les séparatistes arméniens annoncent déposer les armes ce qui a permis une trêve avec l'Azerbaïdjan durant la trêve des négociations se tiennent sur ces territoires et le désarmement des forces présentes sur place. À la suite de ces négociations les forces armées du Haut-Karabagh annoncent une dissolution.

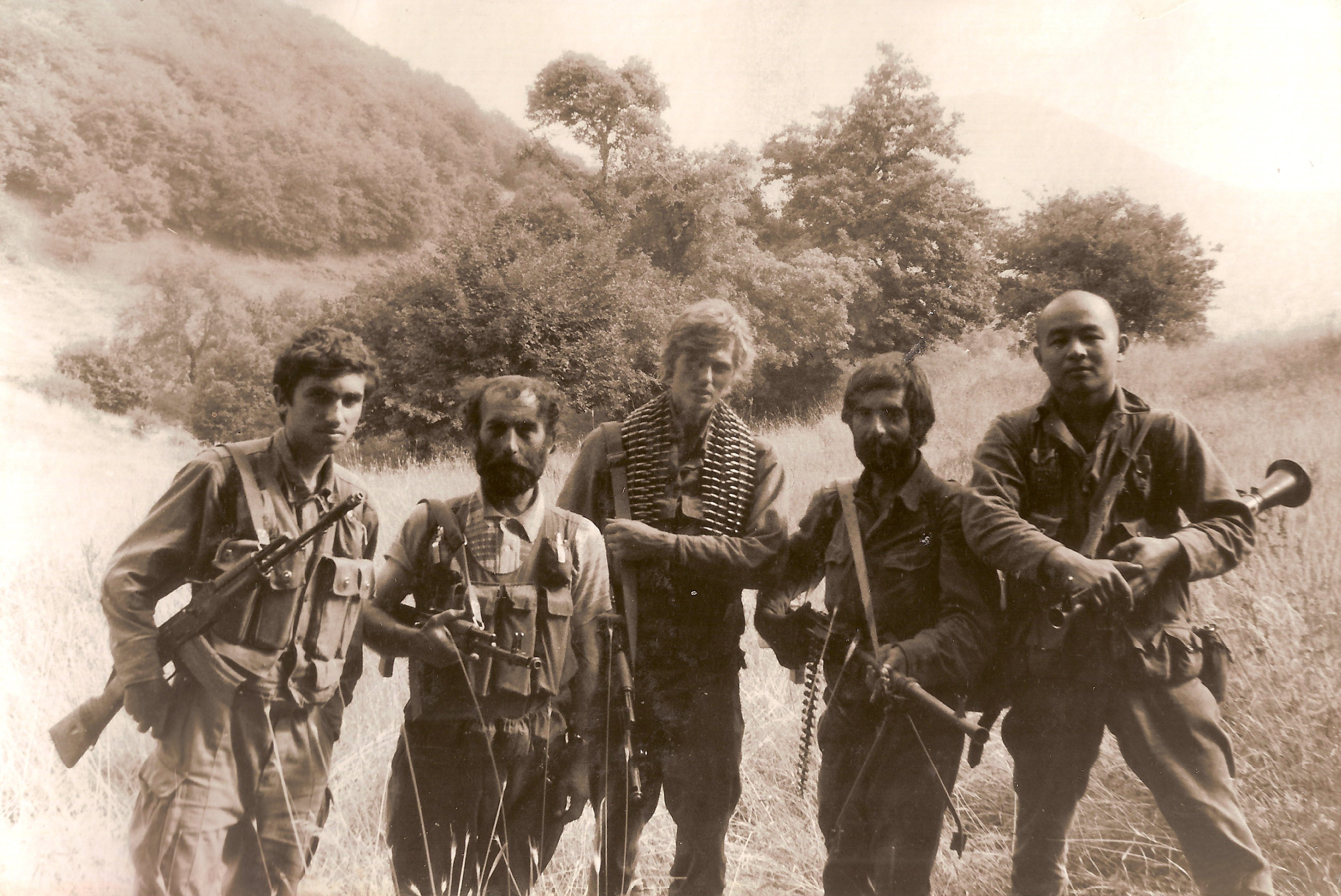
Un groupe du 8e régiment d'infanterie de Stepanakert, Armée de défense de la république du Haut-Karabagh. District du corridor de Latchine en août 1992.
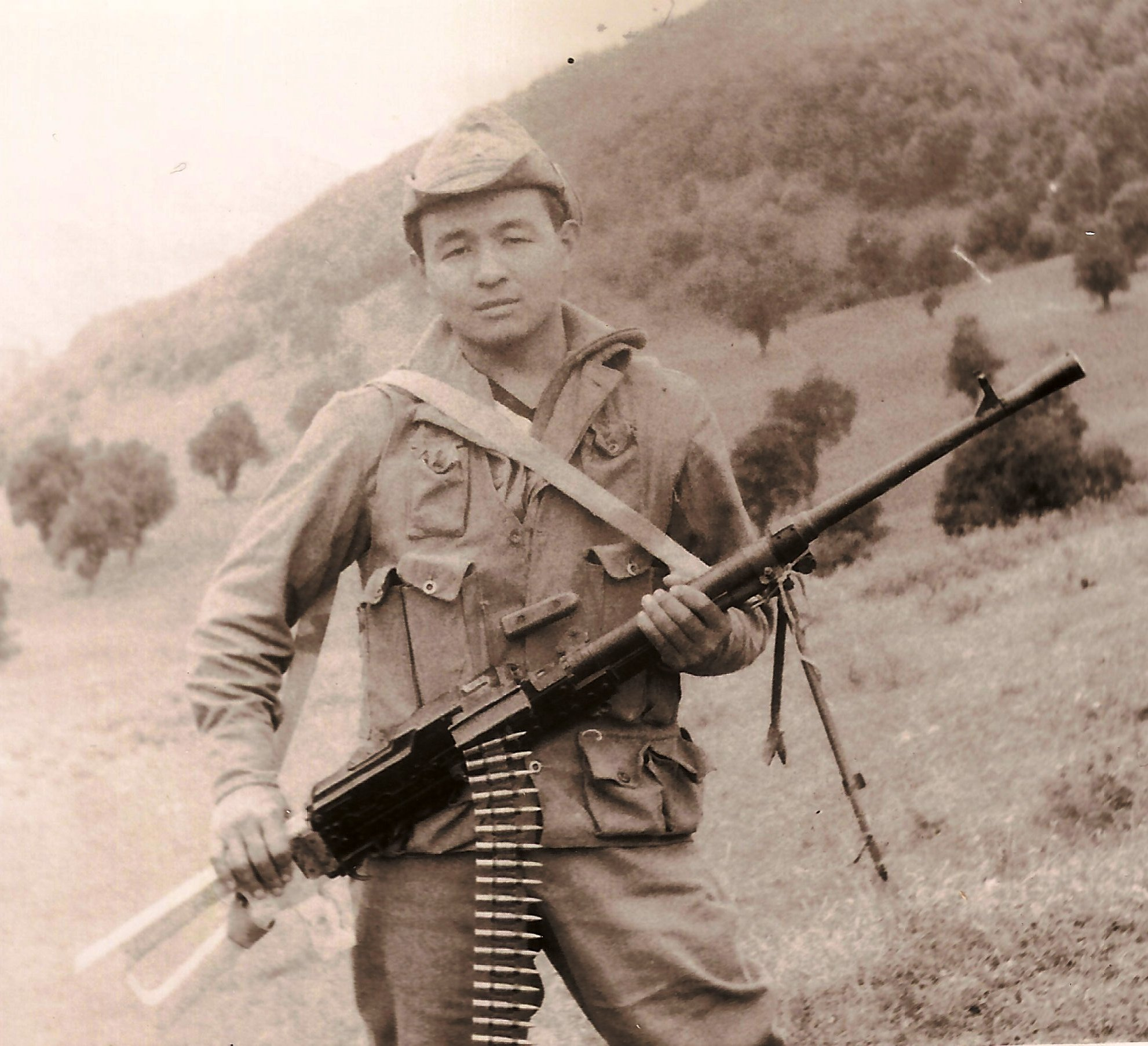
Un membre des forces armées du Haut-Karabagh (ethnie kazakhe), tenant une mitrailleuse Kalachnikov convertie en une version d'infanterie artisanale. La crosse et la poignée sont réalisés d'une seule pièce en matière plastique blanche. août 1992. District du corridor de Latchine.
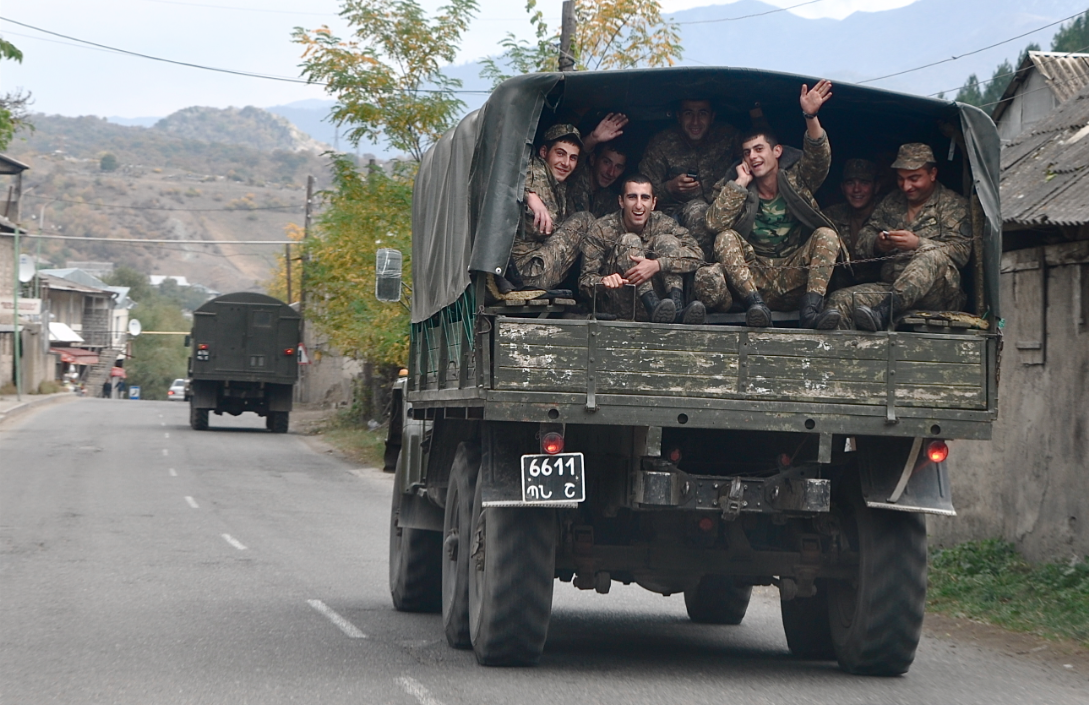
Convoi de militaires arméniens faisant route vers le Haut-Karabagh en 2011.

## Équipement
- Armée de terre : 371 chars (T-55 et T-72), 459 véhicules blindés (BMP-1, BMP-2, BTR-70, BTR-80), 479 pièces d'artillerie (D-20,  D-30, MT-12 Rapira, 2A36 Giatsint-B), 48 lance-roquettes multiples (BM-21 Grad, WM-80), systèmes de défense anti-aérienne (S-75, S-125, SA-4, SA-6, ZSU-23-4, 9K33 Osa, S-300) et missiles balistiques (SCUD-B[6],[7]).

- Force aérienne : 2 Soukhoï Su-25, 5 Mi-24, 5 Mi-8 et 4 drones[8].